# Lógica modal

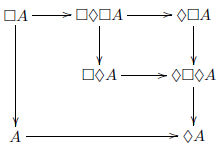
Las modalidades y sus relaciones en la lógica modal S4.

Una lógica modal es un sistema formal que intenta capturar el comportamiento deductivo de algún grupo de operadores modales. Los operadores modales son expresiones que califican la verdad de los juicios. Por ejemplo, en el juicio «es necesario que 2 + 2 = 4», la expresión «es necesario que» es un operador modal que califica de necesaria a la verdad del juicio «2 + 2 = 4». De manera análoga, la expresión «siempre» califica a un juicio verdadero como verdadero en cualquier momento, es decir, siempre. No es lo mismo decir «está lloviendo» que decir «siempre está lloviendo».
En un sentido más restringido, sin embargo, una lógica modal es un sistema formal que intenta capturar el comportamiento deductivo de las expresiones «es necesario que» y «es posible que». Este artículo trata exclusivamente sobre lógicas modales en este sentido restringido. Las lógicas modales pertenecen al grupo de las llamadas «extensiones de la lógica clásica» o «lógicas extendidas» entre las cuales se incluyen además la lógica deóntica, la lógica temporal, la lógica epistémica y la lógica doxástica.

## Sistema formal

### Vocabulario
La lógica modal solo agrega dos símbolos al vocabulario de la lógica proposicional: el símbolo {\displaystyle \Box } , que representa la expresión del lenguaje natural «es necesario que», y el símbolo {\displaystyle \Diamond }, que representa la expresión «es posible que». Ambos símbolos se prefijan a proposiciones, de modo que {\displaystyle \Box p} se lee «es necesario que p», y {\displaystyle \Diamond p} se lee «es posible que p». Además, en la lógica modal clásica, ambos símbolos son interdefinibles por medio del otro y de la negación; así:
{\displaystyle \Diamond p=\neg \Box \neg p}
{\displaystyle \Box p=\neg \Diamond \neg p}
Esto implica que en principio, solo es necesario tomar uno de los dos símbolos como primitivo, ya que el otro se puede definir a partir de éste y del vocabulario de la lógica proposicional. En general, el símbolo que se toma como primitivo es el de necesidad. Estas interdefiniciones son paralelas a las de los cuantificadores en la lógica de primer orden:
{\displaystyle \exists x\ \phi (x)=\neg \forall x\ \neg \phi (x)}
{\displaystyle \forall x\ \phi (x)=\neg \exists x\ \neg \phi (x)}
Las razones de este paralelismo resultarán más claras en la sección de semántica de mundos posibles.

### Gramática
La gramática nos indica qué secuencias de signos del vocabulario están bien construidas. A estas secuencias se las llama fórmulas bien formadas. La gramática de la lógica modal es igual a la de la lógica proposicional, excepto que añade una regla para los operadores modales, la cual ya fue indicada informalmente en la sección anterior:
- Si {\displaystyle \phi \,} es una fórmula bien formada, entonces {\displaystyle \Box \phi } también lo es.

Algunos ejemplos de fórmulas bien formadas del lenguaje serán, por lo tanto:
{\displaystyle \Diamond (p\to \Box q)}
{\displaystyle \neg (\Diamond p\land \neg p)}
{\displaystyle \Box (p\lor \neg p)}

### Reglas de inferencia
La regla de inferencia más propia de la lógica modal se llama N (o regla de Necesitación), y dice que si una fórmula {\displaystyle \phi \,} es un teorema, entonces «es necesario que {\displaystyle \phi \,}» también es un teorema. En otros términos:
{\displaystyle {\frac {\vdash \phi }{\vdash \Box \phi }}}
A esta regla hay que sumarle, por supuesto, el modus ponens heredado de la lógica proposicional.

### Axiomas
Cuáles deben ser los axiomas de la lógica modal es algo muy debatido. Diferentes conjuntos de axiomas permiten demostrar diferentes teoremas, y por lo tanto los axiomas que se eligen muchas veces dependen de los teoremas que se quieren demostrar, y de la posición filosófica que se defiende.
La siguiente es una lista de algunos de los axiomas más conocidos:
| Nombre  | Axioma                                                              | Lectura informal |
| ------- | ------------------------------------------------------------------- | --- |
| K       | {\displaystyle \Box (\phi \to \psi )\to (\Box \phi \to \Box \psi )} | Si es necesario que {\displaystyle \phi \,} implica {\displaystyle \psi \,}, entonces si {\displaystyle \phi \,} es necesario, {\displaystyle \psi \,} también lo es. |
| T (o M) | {\displaystyle \Box \phi \to \phi }                                 | Si es necesario que {\displaystyle \phi \,}, entonces {\displaystyle \phi \,} es el caso.                                                                             |
| 4       | {\displaystyle \Box \phi \to \Box \Box \phi }                       | Si es necesario que {\displaystyle \phi \,}, entonces es necesario que {\displaystyle \phi \,} sea necesario.                                                         |
| 5       | {\displaystyle \Diamond \phi \to \Box \Diamond \phi }               | Si es posible que {\displaystyle \phi \,}, entonces es necesario que {\displaystyle \phi \,} sea posible.                                                             |
| B       | {\displaystyle \phi \to \Box \Diamond \phi }                        | Si {\displaystyle \phi \,} es el caso, entonces es necesario que {\displaystyle \phi \,} sea posible.                                                                 |

Diferentes combinaciones de axiomas dan lugar a diferentes sistemas de lógica modal. El sistema K (llamado así en honor a Saul Kripke) es el que menos axiomas utiliza: aparte de los axiomas de la lógica proposicional, el sistema K se sirve solo del axioma K (no confundir el axioma con el sistema). Por esta misma razón, sin embargo, el sistema K también es el más débil de los sistemas, es decir, el que menos teoremas puede demostrar. Sistemas más fuertes se construyen agregando axiomas a K. A continuación hay una tabla con los nombres de los sistemas más conocidos y sus axiomas:
| Sistema | Axiomas |
| ------- | ------- |
| K       | K       |
| T       | K, T    |
| S4      | K, T, 4 |
| S5      | K, T, 5 |
| B       | K, T, B |

### Semántica
Una interpretación para un lenguaje modal es un conjunto ordenado de tres elementos: <W, R, V>
- W es un conjunto cuyos elementos generalmente son llamados mundos posibles. Qué es exactamente un mundo posible es materia de debate. Una de las posturas dice que un mundo posible es un conjunto maximal-consistente de proposiciones. Esto es, un conjunto de proposiciones al que si se agregara una proposición cualquiera más, se volvería inconsistente. Esta definición intenta capturar la idea de una descripción completa del mundo (de un mundo).

- R es una relación entre mundos posibles llamada relación de accesibilidad. La función de la relación de accesibilidad es ayudar a expresar una necesidad o posibilidad relativa. En principio, no todo lo que es posible en un mundo es posible en otro mundo. Supongamos tres situaciones o mundos posibles: w0, w1 y w2. Supongamos además que w0 es la situación actual, en la que el señor Fernández se tiró sin paracaídas de un avión volando a miles de metros, con el fin de suicidarse. Convengamos que en esta situación, el señor Fernández va a morir necesariamente (por necesidad física). Por otro lado, w1 es una situación anterior a w0 en la que el señor Fernández está decidiendo si tirarse o no del avión, y w2 es una situación posterior a w1 en donde el señor Fernández decidió no tirarse del avión. Hay un sentido del término «posible» en el que el enunciado «es posible que el señor Fernández no muera» es verdadero en w1 pero no en w0. De modo que w2 es un mundo posible relativo a w1, pero no relativo a w0. Expresamos esta posibilidad relativa diciendo que w1 tiene acceso a w2, pero que w0 no tiene acceso a w2.

- V es una función que asigna valores de verdad a proposiciones dentro de cada mundo posible. Es decir, la función V asigna a cada proposición p un valor de verdad, pero este valor de verdad puede variar dependiendo del mundo posible en donde se esté evaluando su verdad. Estrictamente hablando, por lo tanto, la función V es una función que toma pares ordenados como argumentos, y devuelve valores de verdad. Estos pares contienen, por un lado, la proposición a ser evaluada, y por el otro, el mundo posible donde será evaluada.

A los dos primeros elementos de la interpretación se los llama el marco de la interpretación, y cuando se les suma el tercero se tiene un modelo para el sistema. Los mundos posibles no juegan ningún papel sustancial en la definición de los operadores lógicos no-modales, salvo que las condiciones de verdad se definen relativamente a mundos posibles. Por ejemplo:
- {\displaystyle V(w,\neg \phi )=1\,}   si y solo si   {\displaystyle V(w,\phi )=0\,}

- {\displaystyle V(w,\phi \land \psi )=1}   si y solo si   {\displaystyle V(w,\phi )=1\,}   y   {\displaystyle V(w,\psi )=1\,}

Pero los mundos posibles juegan un papel clave en la definición de las condiciones de verdad de los operadores modales:
- {\displaystyle V(w,\Box \phi )=1}   si y solo si para todo mundo posible w* tal que wRw* (w tiene acceso a w*) se cumple que   {\displaystyle V(w^{*},\phi )=1\,}

- {\displaystyle V(w,\Diamond \phi )=1}   si y solo si en al menos un mundo posible w* tal que wRw* se cumple que   {\displaystyle V(w^{*},\phi )=1\,}

Una observación: Si desde un mundo posible w no se puede acceder a ningún otro mundo posible, entonces todas las fórmulas de la forma {\displaystyle \Box \phi } serán verdaderas en w, mientras que todas las de la forma {\displaystyle \Diamond \phi } serán falsas. Las condiciones de verdad de {\displaystyle \Box \phi } no requieren la existencia de un mundo posible que sea accesible, ya que »todo mundo posible w* tal que wRw* y {\displaystyle V(w,\phi )=0\,} » es equivalente a «no hay ningún mundo posible tal que wRw* y {\displaystyle V(w,\neg \phi )=0} ». Es decir, todo lo que se requiere para que {\displaystyle \Box \phi } sea verdadero en w es que no haya ningún mundo accesible desde w donde {\displaystyle \phi \,} sea falso. Por otro lado las condiciones de verdad de {\displaystyle \Diamond \phi } requieren la existencia de un mundo posible. Para que {\displaystyle \Diamond \phi } sea verdadero en w, debe haber al menos un mundo accesible desde w en el que {\displaystyle \phi \,} sea verdadero. Si desde w no se accede a ningún mundo posible, entonces {\displaystyle \Diamond \phi } será falso en w.

## Consecuencia lógica y deducción
Dentro de los lenguajes lógicos podemos distinguir dos tipos de relaciones de consecuencia entre premisas y conclusión: la consecuencia lógica y la deducibilidad. La relación de consecuencia lógica es una relación semántica en el sentido de que es una relación entre las premisas bajo una interpretación y la conclusión bajo la misma interpretación. La relación de deducibilidad es una relación sintáctica porque queda caracterizada por un conjunto de reglas (un sistema deductivo) que atienden solamente a la forma de las premisas y conclusión. Se entiende habitualmente que la relación de consecuencia lógica es más básica (aunque esto está sujeto a cierto debate) y que el objetivo de un sistema deductivo es caracterizar en términos puramente sintácticos la relación de consecuencia lógica. Un sistema deductivo caracteriza de un modo satisfactorio la consecuencia lógica cuando nos permite deducir solo consecuencias lógicas (se dice entonces que el sistema es consistente o correcto, en inglés sound) y todas las consecuencias lógicas (se dice que es completo, en inglés complete).
En lógica clásica hay una sola relación de consecuencia lógica y distintos sistemas deductivos para caracterizarla (sistemas axiomáticos, tableaux, deducción natural, sistemas de Gentzen, entre otros). Esto no es así en lógica modal. En lógica modal hay distintos sistemas modales que caracterizan distintas relaciones de consecuencia lógica. En este sentido más que de lógica modal debería hablarse de lógicas modales. En primer lugar introduciremos una definición general de consecuencia lógica. En segundo lugar se tratará el sistema modal básico llamado K. Después indicaremos cómo modificar los sistemas modales y cuáles son sus correspondientes relaciones de consecuencia lógica.

### Consecuencia lógica
La consecuencia lógica está ligada a la noción de verdad; que un argumento es válido quiere decir que preserva necesariamente la verdad. En lógica modal la verdad es relativa a mundos posibles (una fórmula es verdadera en una interpretación en un mundo posible) de modo que la consecuencia lógica también será relativa a mundos posibles: un argumento será válido justo cuando, si sus premisas son todas verdaderas en un mundo posible, su conclusión es verdadera en ese mundo posible. Por otro lado, suele entenderse la necesaria preservación de verdad como preservación de verdad en toda interpretación. Por tanto, un argumento es válido en nuestro lenguaje modal cuando preserva la verdad en todos los mundos posibles en toda interpretación:
{\displaystyle \Gamma \models \phi } si y solo si para toda interpretación <W, R, V> y todo mundo posible w en W, si  {\displaystyle V(w,\psi )=1\,}  para todo {\displaystyle \psi \,} en {\displaystyle \Gamma \,}, entonces  {\displaystyle V(w,\phi )=1\,}

### Deducción
Un sistema deductivo es un conjunto de reglas que nos permite establecer afirmaciones de consecuencia entre un conjunto de oraciones y una oración atendiendo solamente a su forma. Cuando {\displaystyle \phi \,} es una consecuencia deductiva de {\displaystyle \Gamma \,} en un sistema deductivo S se suele escribir «{\displaystyle \Gamma \vdash \phi }  en S». El tipo de sistemas deductivos tradicionales en lógica modal son los sistemas axiomáticos. Un sistema axiomático es un conjunto de enunciados del lenguaje (o formas de enunciados si contienen metavariables) y un conjunto de reglas de inferencia. Una consecuencia deductiva de un sistema axiomático es, o bien un axioma, o bien un enunciado que puede obtenerse a partir de los axiomas y las reglas de inferencia. El sistema axiomático básico para la lógica modal es el sistema K, descrito más arriba. La relación de deducibilidad en K (es decir, todo aquello que es deducible en K), queda por lo tanto definida por sus axiomas y sus reglas de inferencia.
Como comentamos al inicio de esta sección, la deducibilidad en los distintos sistemas modales caracteriza diversas relaciones de consecuencia lógica. El sistema modal K es considerado básico porque la deducción en K caracteriza (es consistente y completo respecto a) la consecuencia lógica en todas las interpretaciones (normales). Por tanto:
{\displaystyle \Gamma \vdash \phi } en K si y solo si {\displaystyle \Gamma \models \phi } para toda interpretación <W, R, V>.

### Restricciones en la relación de accesibilidad
Recordemos que varios de los sistemas modales se obtienen simplemente añadiendo axiomas a la lista de axiomas del sistema K. Por ejemplo, el sistema T se obtiene añadiendo a K el axioma:
(T)  {\displaystyle \Box \phi \to \phi }
En cada uno de los sistemas, la relación de consecuencia lógica que caracteriza la deducibilidad en el sistema es distinta. Por ejemplo, en el sistema T, la relación de consecuencia lógica (respecto a la cual T es consistente y completo) es la consecuencia lógica en todas las interpretaciones en las que la relación de accesibilidad es reflexiva. Es decir, la clase de todas las interpretaciones <W, R, V> en las que R es reflexiva (todo mundo w en W es accesible desde sí mismo: wRw). Por tanto, la adición del axioma T a K da lugar a un sistema que es completo y consistente respecto a todas las interpretaciones en que R es reflexiva:
{\displaystyle \Gamma \vdash \phi }  en T si y solo si  {\displaystyle \Gamma \models \phi }  para toda interpretación <W, R, V> en la que R es reflexiva.
Otros sistemas modales se obtienen a través de la adición de axiomas y sus respectivas consecuencias lógicas a través de la adición de restricciones sobre R. Algunos de los axiomas más conocidos con sus respectivas restricciones sobre R son:
| Nombre  | Axioma                                                | R es...    | Restricción en R                                             |
| ------- | ----------------------------------------------------- | ---------- | ------------------------------------------------------------ |
| T (o M) | {\displaystyle \Box \phi \to \phi }                   | Reflexiva  | Para todo w en W, wRw.                                       |
| 4       | {\displaystyle \Box \phi \to \Box \Box \phi }         | Transitiva | Para todo w, w* y w** en W, si wRw* y w*Rw** entonces wRw**. |
| 5       | {\displaystyle \Diamond \phi \to \Box \Diamond \phi } | Euclidiana | Para todo w, w* y w** en W, si wRw* y wRw** entonces w*Rw**. |
| B       | {\displaystyle \phi \to \Box \Diamond \phi }          | Simétrica  | Para todo w y w* en W si wRw* entonces w*Rw.                 |

Atendiendo a los axiomas podemos ver cuál es la relación de consecuencia que caracterizan. Por ejemplo, el sistema S4, que incluye los axiomas T y B, es consistente y completo respecto a las interpretaciones en que R es reflexiva y transitiva. El sistema S5 respecto a las interpretaciones en que R es reflexiva y euclídea.
El método axiomático tiene ciertas ventajas. Por ejemplo, se puede ver fácilmente cuál es la relación entre sistemas modales. Se dice que un sistema modal B es una extensión de otro sistema modal A, cuando todas las deducciones que se pueden realizar en A se pueden realizar en B. Se dice que B es una extensión propia de A cuando B es una extensión de A y A no es una extensión de B (es decir, hay deducciones en B que no hay en A). El método axiomático tiene la ventaja de mostrar de un modo claro algunas relaciones entre sistemas modales. Por ejemplo, es evidente que como el sistema T se obtiene añadiendo un axioma a K, T es una extensión de K. Para ver que T es una extensión propia de K, solo tenemos que comprobar que el axioma T no es deducible en K.
Existen otros métodos a este propósito como los tableaux o tablas analíticas. El método axiomático tiene la desventaja de que resulta difícil para el no-iniciado establecer afirmaciones de deducción mientras que las tablas analíticas aportan un procedimiento algorítmico con el que resulta muy sencillo construir las pruebas. Por otra parte, las pruebas de completitud y consistencia con las tablas analíticas son extremadamente sencillas en comparación con las pruebas que emplean sistemas axiomáticos. El libro de Graham Priest (2001) es una buena introducción a las lógicas modales (entre otras lógicas no clásicas) que emplea las tablas analíticas.

### Mundos no-normales
Algunos de los sistemas que Lewis propuso para su implicación estricta son más débiles que el sistema modal K. Para obtener una semántica para sistemas modales más débiles que K se introdujo la noción de mundo no-normal (introducido por Saul Kripke en 1965). Un mundo no-normal es un mundo en el que las condiciones de verdad de los operadores modales son distintas: un enunciado del tipo {\displaystyle \Diamond \phi } es siempre verdadero en un mundo no-normal, mientras que un enunciado de la forma {\displaystyle \Box \phi } es siempre falso. En los mundos no-normales todo es posible y nada es necesario.
Una interpretación no-normal para un lenguaje proposicional modal es una estructura <W, N, R, V> donde W, R y V son como antes y N es un subconjunto de W. N es el conjunto de mundos normales en la interpretación; el resto (si los hay) son los mundos no-normales. Las condiciones de verdad de los operadores lógicos son igual que antes; solo varían las condiciones de los operadores modales en mundos no-normales. Si w es no-normal:
- {\displaystyle V(w,\Diamond \phi )=1}

- {\displaystyle V(w,\Box \phi )=0}

A partir de interpretaciones no-normales podemos obtener semánticas para sistemas modales más débiles que K. Podemos definir, por ejemplo, la relación de consecuencia lógica como preservación de verdad sobre mundos normales:
Definición: {\displaystyle \Gamma \models \phi }  si y solo para toda interpretación <W, N, R, V> y todo mundo posible w en N, si  {\displaystyle V(w,\psi )=1\,}  para todo {\displaystyle \psi \,}  en  {\displaystyle \Gamma \,}, entonces  {\displaystyle V(w,\phi )=1\,}.
La lógica que obtenemos si permitimos que R sea una relación binaria cualquiera en W es más débil que K. Llamemos a esta lógica N. El hecho más singular de las interpretaciones no-normales es que la regla de Necesitación, que era correcta en K y todas sus extensiones, deja de ser correcta. Las fórmulas lógicamente válidas de la lógica clásica, por ejemplo {\displaystyle p\lor \neg p}, son verdaderas en todo mundo posible (normal o no). Por tanto, tenemos que en N, {\displaystyle \models p\lor \neg p}. Más aún, dado que la consecuencia lógica se define sobre mundos normales, tenemos que {\displaystyle \models \Box (p\lor \neg p)} ya que {\displaystyle p\lor \neg p} será verdadera en todo mundo accesible desde un mundo normal. Sin embargo, {\displaystyle \Box \Box (p\lor \neg p)} no es verdadera en todo mundo normal, ya que este puede acceder a un mundo no-normal, en donde {\displaystyle \Box (p\lor \neg p)} será falsa.

## Historia
La lógica modal es tan antigua como el Organon de Aristóteles. Hay pasajes en su obra, como el famoso argumento de la batalla naval en Sobre la interpretación, que ahora se ven como anticipaciones de la lógica modal y su conexión con la potencialidad y el tiempo.
El primer sistema formal de lógica modal fue desarrollado por Avicenna, quien finalmente desarrolló una teoría silogística «temporalmente modalizada».
La lógica modal contemporánea, sin embargo, surge a principios del siglo XX como una reacción a la lógica clásica que maduró en las obras de autores como Gottlob Frege, Bertrand Russell y Alfred North Whitehead. Los patrones de razonamiento válidos, aquellos que indican una relación de consecuencia lógica entre un conjunto de enunciados –las premisas– y otro enunciado –la conclusión– en un argumento, están en parte determinados por cuáles sean las constantes lógicas. En la lógica clásica los siguientes patrones de razonamiento son válidos:
1. {\displaystyle q\models p\to q}
2. {\displaystyle \neg p\models p\to q}
3. {\displaystyle (p\to q)\land (r\to s)\models (p\to s)\lor (r\to q)}
4. {\displaystyle (p\land q)\to r\models (p\to r)\lor (q\to r)}
5. {\displaystyle \neg (p\to q)\models p}

Estos patrones de razonamiento se conocen como las paradojas de la implicación material, porque son argumentos válidos que sin embargo parecen poco naturales o incluso absurdos. Por ejemplo, los siguientes argumentos serían válidos:
1. Si hoy es lunes entonces mañana es martes y si hoy es miércoles entonces mañana es jueves. Por lo tanto, o bien, si hoy es lunes entonces mañana es jueves, o bien, si hoy es miércoles entonces mañana es martes.
2. No es el caso que si Dios existe entonces castigará a los buenos. Por lo tanto, Dios existe.

Del segundo uno no diría que tiene premisas verdaderas y conclusión falsa, pero como mínimo parece extraño que podamos probar la existencia de Dios de un modo tan sencillo a partir de una premisa tan plausible (¡no parece que haya una relación de consecuencia lógica entre la premisa y la conclusión!).
En 1912 Lewis publica Conditionals and the Algebra of Logic, justo después de los Principia mathematica de Russell y Whitehead. En 1918 publica A Survey of Symbolic Logic en donde formula una familia de axiomas y propone un nuevo condicional más adecuado para recoger el significado de la expresión «si... entonces» del lenguaje natural, al que llama implicación estricta. El nuevo condicional requiere, para ser verdadero, una relación más fuerte entre el antecedente y el consecuente que el condicional clásico. Lewis define su condicional estricto en términos del condicional clásico más la noción de necesidad:
«p implica estrictamente q» si y solo si {\displaystyle \Box (p\to q)}
De 1918 a 1932 Lewis prepara la segunda edición del Survey. Durante este período surgen multitud de trabajos sobre el tema. Arthur Prior aplica el mismo lenguaje formal para tratar la lógica temporal. Oskar Becker desvía la atención del análisis de las conectivas tipo «condicional estricto» a las propias nociones modales: son éstas las que requieren clarificación.
Existen al menos tres factores que hicieron que la lógica modal tuviera «mala prensa» en la primera mitad del siglo XX. En primer lugar, la interpretación clásica de la consecuencia lógica eliminaba las nociones modales en favor de una visión formalista. En segundo lugar, a diferencia del caso de la lógica clásica (que fue axiomatizada de un modo completo por Frege), las nociones modales dieron lugar a distintos sistemas axiomáticos. En tercer lugar, la lógica modal se desarrolló sin un análisis semántico. A esto se suman las críticas de Quine que comienzan en los años treinta.
El trabajo de Saul Kripke en los años sesenta (1963: Semantical Analysis of Modal Logic, I: Normal Propositional Calculi; 1965: Semantical Analysis of Modal Logic, II: Non-Normal Modal Propositional Calculi; 1965: Semantical Analysis of Intuitionistic Logic I) fue decisivo para el desarrollo del estudio de la lógica modal. Kripke aportó la herramienta básica para el análisis semántico de la lógica modal: la semántica de mundos posibles. La semántica de mundos posibles es una herramienta para el análisis de una colección importante de expresiones: modales, temporales, doxásticas, epistémicas, deónticas, entre otras. Además, la semántica modal permite interpretar una gran variedad de lógicas no-clásicas como el intuicionismo y ha impulsado muchas aplicaciones en lingüística computacional y lógica informática.